# HMS Vargen (1960)
Pour les autres navires du même nom, voir HMS Vargen.
Le HMS Vargen (en suédois : loup) est le troisième navire de la classe Draken de sous-marins de la marine royale suédoise.

## Construction et carrière
Le navire a été commandé à Kockums Mekaniska Verkstads AB à Malmö et sa quille a été posée en 1958. Le navire a été lancé le 20 mai 1960 et mis en service le 15 novembre 1961.
Il a été désarmé le 1er novembre 1989 et ferraillé en 1993 à Gävle.

## Galerie

HMS Vargen
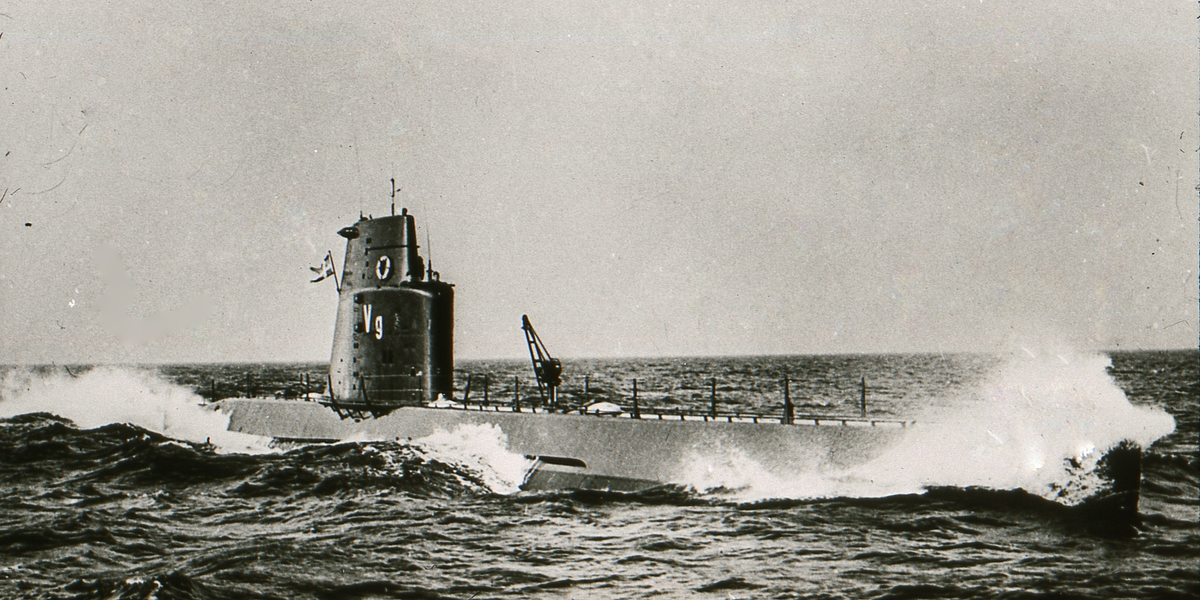
Le HMS Vargen
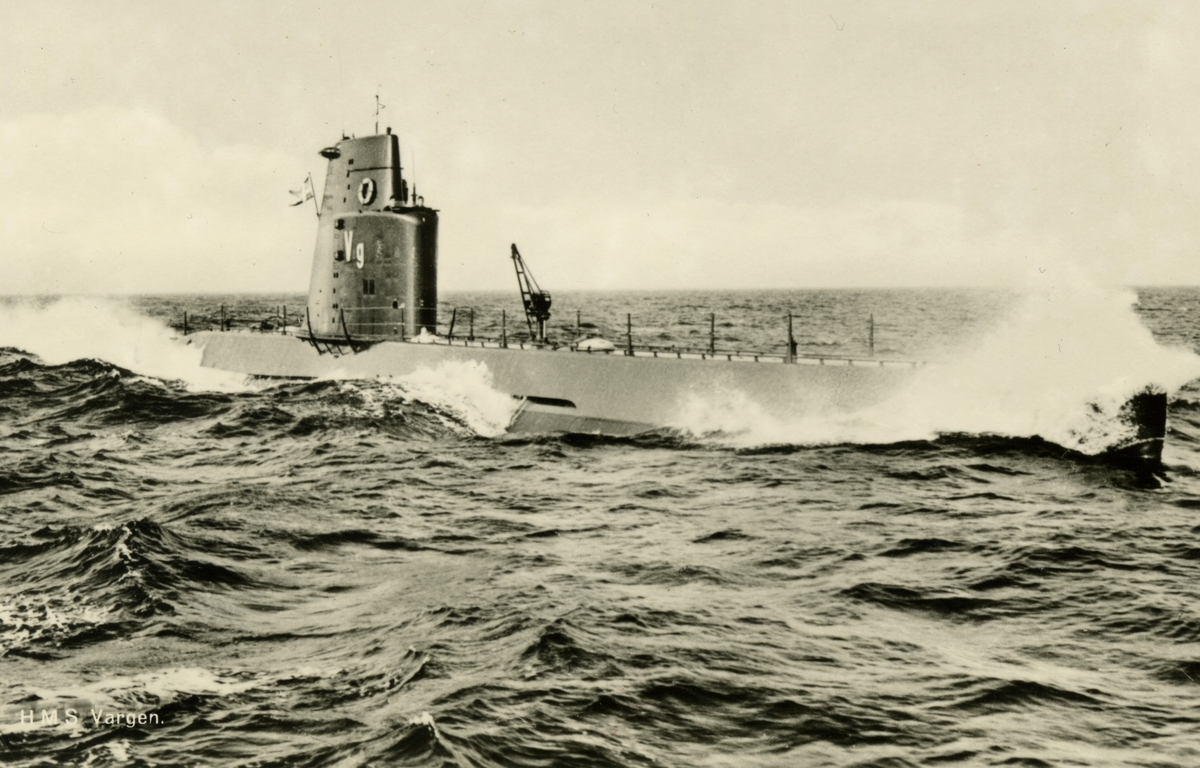
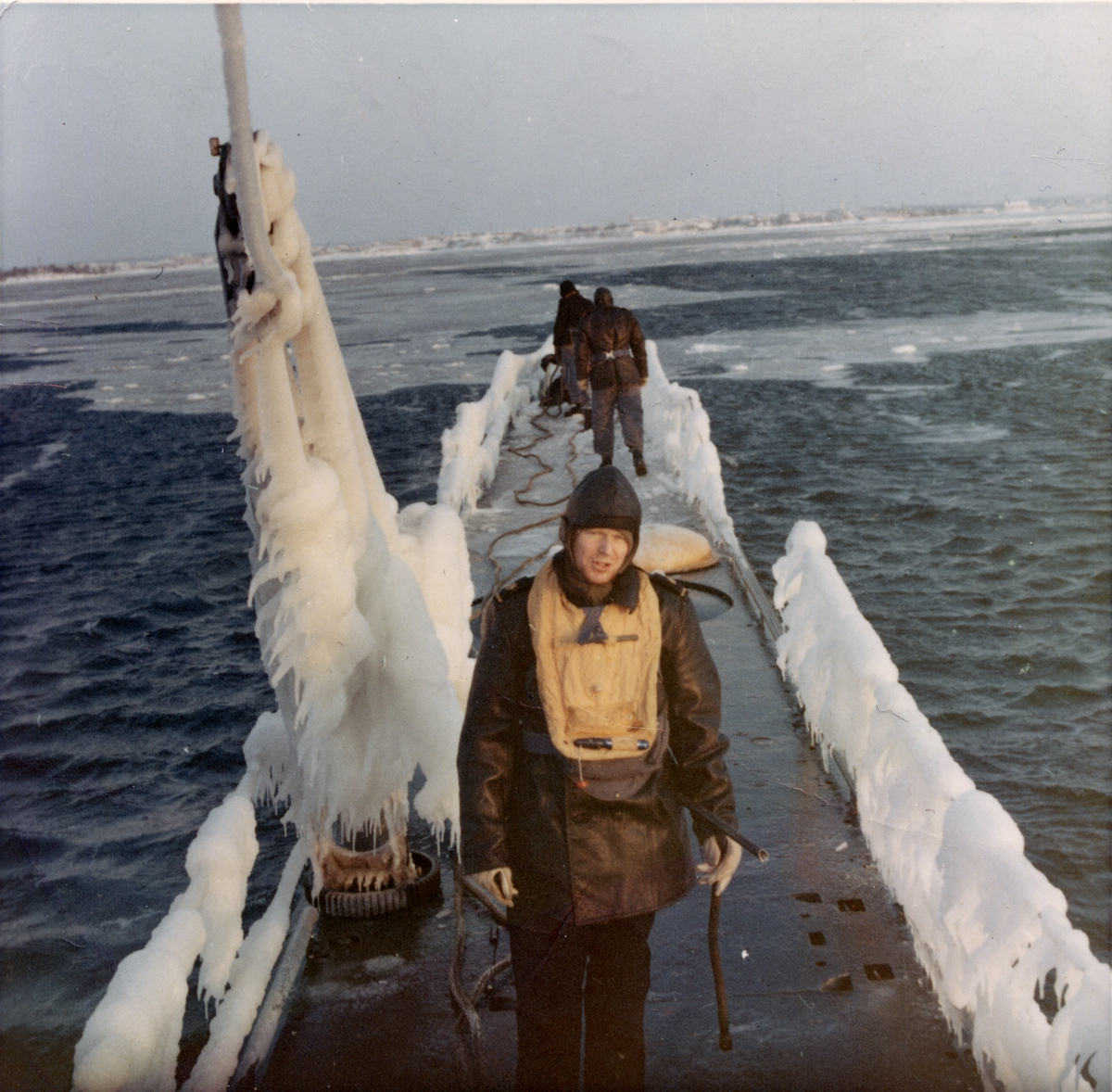
Le HMS Vargen en 1967
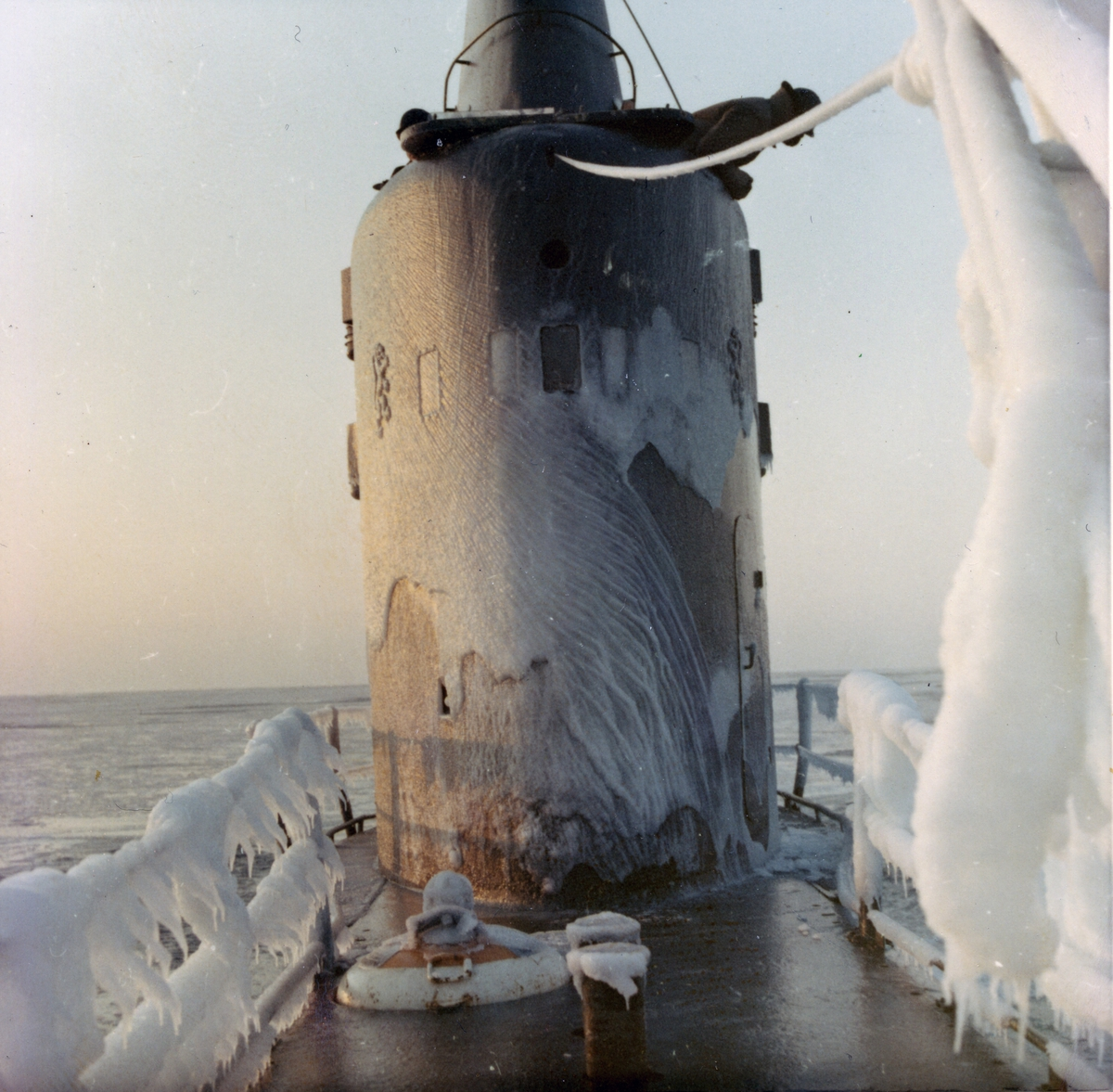